# Iñaki Linazasoro
Iñaki Linazasoro Maté (Zumárraga, Guipúzcoa, 19 de diciembre de 1931 - Tolosa, Guipúzcoa, 26 de abril de 2004) escritor guipuzcoano, padre del también escritor Karlos Linazasoro. Aunque nació en Zumárraga, en 1961 se trasladó a vivir a Tolosa, donde fue el primer alcalde de la democracia de 1979 a 1983 por el Partido Nacionalista Vasco.
Hombre muy polifacético, además de escritor, fue conferenciante, guía de viajes y fotógrafo.
Colaboró asiduamente en los diarios Unidad, La Voz de España y El Diario Vasco, y la revista Zeruko Argia.

## Obra
Su obra está escrita principalmente en castellano, pero también escribió en lengua vasca, destacando los siguientes títulos: 
- El alma ríe (1968)
- La otra Guipúzcoa (1969)
- Boga boga por el Báltico (1969)
- Hatxe gabeko umorea (1970)
- Caseríos de Guipúzcoa (1974)
- Villarreal de Urretxua, ayer y hoy (1974)
- La navidad en Guipúzcoa (1974)
- 50 excursiones de arte y paisaje partiendo de Guipúzcoa (1977)
- Jose Mari Iparraguirre (1977), Alborada (1978)
- Historia y guía de Tolosa (1979)
- La actualidad de la casa blasonada en el País Vasco (1982)
- Gipuzcoa biotz-begietan (1983), Tolosa, pueblo musical (1985)
- Episodios municipales (1986).[2]
- Portzelanazko